# Shopamine
Shopamine je platforma za spletno trgovanje in najbolj znan izdelek zasebnega slovenskega podjetja Appoteka, ki poleg razvoja Shopamine-a izdeluje tudi druge spletne aplikacije. Shopamine je ena prvih SaaS rešitev za spletno trgovanje v slovenskem prostoru. Leta 2012 je Shopamine zmagal na natečaju Start:Cloud, in bil del ponudbe mobilnega operaterja Simobil v okviru poslovnih rešitev, ki jih je slednji ponujal na svojem portalu Bizstore.si,.